# Strontium
Le strontium est l'élément chimique de numéro atomique 38, de symbole Sr.
Le strontium, comme le calcium, est un alcalino-terreux. Il est mou, malléable, gris-jaune. Au contact avec l'air, il forme un film d'oxyde protecteur (passivation). Il s'enflamme et brûle facilement dans l'air et réagit avec l'eau.

## Découverte
Le strontium est isolé par Sir Humphry Davy (Angleterre) en 1808 après que son oxyde a été identifié dans le minerai d'une mine d'Écosse près de Strontian, la strontianite SrCO3 en 1790 par Thomas Charles Hope. Celui-ci s'est appuyé sur les travaux de William Cruickshank et Adair Crawford (en), les premiers à postuler l'existence d'un élément inconnu dans la strontianite.

## Isotopes
Le strontium possède 35 isotopes connus de nombre de masse variant entre 73 et 107, et six isomères nucléaires. Parmi eux, quatre isotopes sont stables et représentent la totalité du strontium naturel : 84Sr (0,56 %), 86Sr (9,86 %), 87Sr (7,0 %) et 88Sr (82,58 %). Bien que 84Sr soit soupçonné de se désintégrer par désintégration β+β+ en 84Kr, cette dernière n'a pour l'instant jamais été observée et il reste considéré comme stable. La masse atomique standard du strontium est de 87,62(1) u.

## Occurrence
Le strontium se trouve dans des minéraux tels que la célestine SrSO4 et la strontianite SrCO3. 

Le taux de strontium présent dans la croûte terrestre est faible (0,034 %). Certains composés (solubles) sont présents dans l'eau de mer et de certaines sources (eaux minérales).
Du strontium radioactif (90Sr) et du césium radioactif (137Cs) ont contaminé la biosphère à la suite des essais nucléaires dans l'air, et à la suite de la catastrophe de Tchernobyl (le strontium a été le principal polluant distant avec l'iode et le césium) puis de Fukushima.
Le lessivage du strontium et/ou sa bioconcentration dans le réseau trophique font que la pollution de l'eau et de l'air ont rapidement, selon l'UNSCAR, diminué (En 2009, les eaux de boisson et d’irrigation ne dépassaient plus 1 becquerel de césium et de strontium par litre). Mais une partie de ce strontium a été reconcentré par la chaîne alimentaire, via certains champignons notamment. Une méthode analytique a été publiée pour standardiser l'analyse du strontium dans les champignons à la suite du passage du nuage de Tchernobyl.

## Cinétique dans l'environnement
Du strontium sédimente (dans les eaux douces, mais surtout océaniques). Une grande partie sera peu à peu intégrée dans les roches métamorphiques calcaires. Les récifs coralliens en absorbent également.
Inversement, certains champignons peuvent dégrader la roche-mère (en particulier la strontianite ; minerai naturel de strontium) et remonter des ions vers la surface du sol. C'est le cas par exemple de Resinicium bicolor (en) (champignon non-mycorhizien saprophyte) qui s'est montré capable de solubiliser des ions Sr2+, de remonter vers la surface du sol. Il les « reprécipite » en cristaux d'oxalate de calcium ainsi enrichis en strontium. On a noté que dans ce cas, le strontium s'accumule préférentiellement dans les cordons mycéliens du champignon.
Selon les cas, des associations mycorhizales filtrent ou au contraire absorbent certains toxiques (en effet, les racines ont généralement besoin d'environ 100 fois plus de carbone que l'hyphe des champignons symbiotes associés pour explorer le même volume de sol. Les hyphae dopent ainsi les capacités de certaines plantes à absorber du strontium 90 (ou du césium 137).
La cinétique environnementale de ce métal varie selon la nature du composé considéré : plus il est soluble plus il est susceptible de circuler, et certains composés insolubles dans l'eau peuvent devenir ou redevenir solubles à la suite de réactions chimiques. Les composés solubles sont également ceux qui peuvent le plus se retrouver dans la nourriture (graines, légumes à feuilles et produits laitiers), affecter la santé et l'écosystème. Les eaux potables en contiennent normalement moins de 1 mg/l.

## Cinétique dans l'organisme
Le strontium est absorbé par le tube digestif par les mêmes mécanismes que le calcium mais l'absorption du calcium est préférentielle. La part non éliminée de strontium ingéré ou inhalé ou ayant contaminé un organisme humain se retrouve à 99 % concentrée dans le système osseux, les dents et le tissu conjonctif. L'analyse des dents de lait peut ainsi contribuer au suivi d'une éventuelle contamination par le strontium,, et de quelques autres éléments radio-émetteurs, plus facile qu'en utilisant l'os. On a par ce moyen pu constater aux États-Unis une augmentation inattendue du taux de strontium des dents de lait dans les années 1990.

## Utilisations
- Colorant rouge : nitrate ou chlorate dans les feux d'artifice et les fusées de détresse pour donner une teinte rouge.
- Le strontium sert de fondant dans les vernis et glaçures pour céramiques.
- Certains pigments sont des sels de strontium.
- Les peintures à base d'aluminate de strontium SrAl2O4 sont phosphorescentes et ont remplacé les peintures radioactives à base de radium pour la fabrication des aiguilles de montres.
- Le strontium pourrait devenir un « dopant » de nouveaux catalyseurs (oxydes de pérovskite) actuellement testés pour diminuer le coût des pots catalytiques[19], en limitant l'appel au platine, rare et cher.
- Le carbonate de strontium SrCO3 est ajouté au verre de la dalle des tubes cathodiques couleur pour freiner les rayons X produits. En Europe de l'Ouest on lui préfère le carbonate de baryum, moins onéreux[20].
- L'oxyde de strontium, la strontiane SrO, est également utilisé pour extraire le sucre de la mélasse de betterave.
- La mesure des rapports isotopiques du strontium dans certaines roches permet leur datation absolue (datation par le rubidium-strontium).
- Le taux de strontium de l'eau de mer est bien plus élevé que celui du sérum humain (rapport de 650 à 1 ). L'eau douce contient bien moins de strontium que l'eau de mer, mais quand même plus que le sérum (5 fois plus environ). C'est pourquoi le strontium est un indicateur proposé pour dater une noyade (en mer surtout). Les taux de strontium dans le sérum du noyé et dans les échantillons d’eau peuvent être mesurés par spectrométrie d’absorption atomique[21].
- L'hexaferrite de strontium est utilisé dans les moteurs des vitres électriques des voitures. Extrudé avec un polymère, il est utilisé pour fabriquer les aimants pour réfrigérateurs[20].
- Référence temporelle (horloge atomique) expérimentale[22], pouvant potentiellement remplacer l'actuelle référence, basée sur l'atome de Césium 133[23].
- Ajouté comme pigment de surface à l'aluminium (sous forme de polyphosphate, il peut contribuer à protéger l'acier de la corrosion[24]. Associé à certains alliages d'aluminium, le strontium permet l'amélioration de leurs propriétés mécaniques (il augmente notamment l'élongation de ces derniers)[réf. souhaitée]. En petite quantité dans un alliage de plomb, éventuellement combiné à l'étain et/ou au cadmium il peut contribuer à durcir les plaques et grilles de plomb de la batterie au plomb[25].

## Dangereux, et parfois utile (avec précautions)
Son isotope 90 est l'un des produits de fission (explosions atomiques, réacteur nucléaire) les plus dangereux. En effet, les expériences de Sydney Ringer ont montré, il y a plus de cent ans, que le strontium se substituait au calcium dans les os.
En outre sa demi-vie est longue : presque 29 ans. En avril 1943, Enrico Fermi suggère à Robert Oppenheimer la possibilité d'utiliser les sous-produits radioactifs de l'enrichissement pour contaminer l'approvisionnement alimentaire allemand. Le contexte était la crainte que le projet allemand de bombe atomique soit déjà à un stade avancé, et Fermi était également sceptique à l'époque quant à la possibilité de développer une bombe atomique assez rapidement. Oppenheimer discute de la proposition "prometteuse" avec Edward Teller, qui suggère l'utilisation du strontium 90. L'amirauté américaine est également mise au courant, mais Oppenheimer ne veut poursuivre le plan que "si suffisamment d'aliments peuvent être contaminés par l'arme pour tuer un demi-million de personnes".
Les effets du strontium sur l'os peuvent se résumer ainsi :
- pris en remplacement du calcium ou en plus grande quantité que le calcium, le strontium provoque des troubles osseux rappelant ceux du rachitisme et une hypocalcémie.
- pris en même temps que le calcium, il favorise l'ostéoformation. Il a été autorisé et beaucoup utilisé chez les femmes dans le traitement de l'ostéoporose sous forme de ranélate de strontium (anti-ostéoporotique), sous la marque Protelos non sans risques d'effets secondaires indésirables. À cause d'une augmentation du risque thrombo-embolique veineux significativement augmenté, et parfois de réactions cutanées sévères[27], l'Afssaps (en 2011) puis l’Agence européenne des médicaments (EMA) ont imposé et mis en œuvre une réévaluation du rapport bénéfice/risque de ce médicament, tout en adressant une mise en garde[28] aux professionnels et en recommandant des restrictions d'usages (notamment pour les personnes de plus de 80 ans, les malades immobilisés et/ou souffrant ou ayant souffert de troubles thrombo-emboliques veineux)[29].

Des médicaments contenant strontium et calcium sont actuellement à l'étude pour la prévention de l'ostéoporose,.
Il serait utile de régulièrement complémenter en strontium l'eau de certains poissons récifaux élevés en aquarium, les filtres à charbon activé éliminant une partie du strontium de l'eau.

## Toxicité, écotoxicité
Dans la nature, du strontium est souvent naturellement présent dans le sol et parfois même dans l'air, sous forme d'aérosols, ou adsorbé sur d'autres particules. Les cendres de charbon ou d'incinérateur en sont une source susceptible de polluer localement l'eau potable. Plusieurs de ses composés, solubles, se retrouvent facilement dans l'eau et donc dans les sédiments et dans certaines plantes et animaux, y compris d'eau douce (moule zébrée par exemple, qui se détoxique en le fixant dans sa coquille) qui peuvent le bioconcentrer. Le test des radiolaires marins de la classe des acanthaires est également constitué de sulfate de strontium.
Il serait le plus présent dans certains aliments (graines, légumes à feuilles et produits laitiers). Chez l'animal, la part qui n'est pas éliminée dans les mucus, l'urine ou les excréments se fixe préférentiellement dans les os. Le bétail, le gibier, les poissons ou coquillages peuvent en contenir.
Dans le passé, du strontium a été piégé et enfoui, dans le pétrole et le charbon notamment. La combustion de ces produits fossiles est source de relargage de strontium sous forme de poussières ou particules dans l'air.
Sauf à très faibles doses, le strontium non radioactif est toxique pour l'animal et l'humain avec des symptômes variant selon l'espèce, l'âge, la dose, et peut-être d'éventuelles synergies avec d'autres produits ou selon l'isotope considéré. Chez l'homme, même à faible dose, le chromate de strontium (en) provoque des cancers du poumon quand il est inhalé.
Lorsque le strontium sous forme de carbonate (SrCO3) est ingéré par voie digestive, il peut provoquer des crampes, la contraction douloureuse de différents muscles et un effet purgatif. Quant au nitrate de strontium (SrNO3), s’il est inhalé, il peut engendrer plusieurs problèmes de différents types (cardiaque, pulmonaire, hépatique et rénal). Le strontium radioactif provoque en outre une anémie et des carences en oxygène, et à plus forte dose des cancers, en affectant l'ADN des cellules qui y sont directement exposées.

## Précautions
Il s'oxyde rapidement à l'air. Il réagit violemment avec l'eau pour produire de l'hydroxyde de strontium, corrosif, et de l'hydrogène.

## Dosage
La quantité de strontium dans différents milieux est quantifiable par différentes méthodes analytiques.
Pour dissocier le strontium de la matrice de son milieu, il faut, la plupart du temps, effectuer une digestion à l’aide d’un acide (en général l'acide nitrique et/ou l'acide chlorhydrique). Le centre d’expertise en analyse environnementale du Québec utilise des techniques couplées soient l’ICP-MS pour les analyses dans la chair de poissons et des petits invertébrés et l’ICP-OES pour les analyses dans l’eau qui doit préalablement être acidifiée.